# Rapisma burmanum
Rapisma burmanum is een insect uit de familie van de Ithonidae, die tot de orde netvleugeligen (Neuroptera) behoort. 
Rapisma burmanum is voor het eerst wetenschappelijk beschreven door Navás in 1929.